# أمير البرازيل
أمير البرازيل (البرتغالية:Príncipe do Brasil) هو لقب وريث عرش البرتغال استخدم هذا اللقب في عهد جواو الرابع عام 1645 حتى عهد جواو السادس عام 1815 بعد انهى إستعمارية البرازيل تحولها إلى مملكة وتم اسستبدالها بالأمير الملكي وفي وقت لاحق تم استقلال البرازيل وانشاء الإمبراطورية البرازيلية تم خلق الأمير الإمبراطوري البرازيلي في البرازيل و أمير الملكي للبرتغال في البرتغال.

## التاريخ
من عهد أفونسو الخامس حتى عهد الملك جواو الرابع وريث عرش البرتغال استخدم لقب أمير البرتغال، فبعد خلافته على العرش سعى جواو الرابع لإعطاء ولي عهده لقب أكثر مرموقة والنبلة فانشاء له لقب أمير البرازيل، إلى جانب ذلك مُنح وريث البرتغال لقب دوق براغانزا، وتم إنشاءه في 27 أكتوبر 1645 لصالح ابنه الأكبر ووريثه تيودوسيو، ليحل محل لقب أمير البرتغال وتم نصب أبن الأكبر ووريثه أمير البرازيل و دوق بارسيلوس وكونت نيفا وكونت أوريم وكونت بارسيلوس و كونت أرايولويس.
عندما إلغيت إستعمارية البرازيل ارتفعها إلى حالة المملكة داخل المملكة المتحدة من البرتغال والبرازيل والغرب تم استبدالها إلي الأمير الملكي للبرتغال والبرالزيل والغرب، ولكن استعيض عن اللقب الأمير الملكي من المملكة المتحدة والبرتغال والبرازيل والغرب عندما استقلت البرازيل عن المملكة المتحدة لتصبح إمبراطورية مستقلة، تم تغيير لقب وريث البرتغالي مرة أخرى إلى الأمير الملكي من البرتغال والغرب.

## قائمة أمراء البرازيل
| اسم الأمير                    | وريث الملك   | الوالدان                                | الحياة                          | حمل اللقب                       | ملاحظة                                 |
| ----------------------------- | ------------ | --------------------------------------- | ------------------------------- | ------------------------------- | -------------------------------------- |
| تيودوسيو البرتغالية: Teodósio | جواو الرابع  | جواو الرابع لويزا دي غوزمان             | 8 فبراير 1634 - 13 مايو 1653    | 27 أكتوبر 1645 - 13 مايو 1653   | توفى قبل أوان                          |
| أفونسو البرتغالية: Afonso     | جواو الرابع  | جواو الرابع لويزا دي غوزمان             | 21 أغسطس 1643 – 12 سبتمبر 1683  | 13 مايو 1653 - 6 نوفمبر 1656    | لاحقا: أفونسو السادس ملك البرتغال      |
| جواو البرتغالية: João         | بيدرو الثاني | بيدرو الثاني ماريا صوفيا من نيوبورغ     | 30 أغسطس 1688 – 17 سبتمبر 1688  | 30 أغسطس 1688 –17 سبتمبر 1688   | توفى فبل أوان                          |
| جواو البرتغالية: João         | بيدرو الثاني | بيدرو الثاني ماريا صوفيا من نيوبورغ     | 22أكتوبر1689 – 31 يوليو 1750    | 22 أكتوبر 1689 – 9 ديسمبر 1706  | لاحقا: جواو الخامس ملك البرتغال        |
| بيدرو البرتغالية: Pedro       | جواو الخامس  | جواو الخامس ماريا آنا من النمسا         | 19 أكتوبر 1712 - 29 أكتوبر 1714 | 19 أكتوبر 1712 - 29 أكتوبر 1714 | توفى قبل أوان                          |
| جوزيه البرتغالية: José        | جواو الخامس  | جواو الخامس ماريا آنا من النمسا         | 6 يونيو 1714 – 24 فبراير 1777   | 6 يونيو 1714 – 31 يوليو 1750    | لاحقا: جوزيه الأول ملك البرتغال        |
| ماريا البرتغالية: Maria       | جوزيه الأول  | جوزيه الأول ماريانا فيكتوريا من إسبانيا | 17 ديسمبر 1734 – 20 مارس 1816   | 31 يوليو 1750 – 24 فبراير 1777  | لاحقا: ملكة ماريا الأولى ملكة البرتغال |
| جوزيه البرتغالية: José        | ماريا الأولى | ماريا الأولى بيدرو الثالث               | 20 أغسطس 1761 – 11 سبتمبر 1788  | 24 فبراير 1777 — 11 سبتمبر 1788 | توفى قبل أوان                          |
| جواو البرتغالية: João         | ماريا الأولى | ماريا الأولى بيدرو الثالث               | 13 مايو 1767 – 10 مارس 1826     | 11 سبتمبر 1788 - 16 ديسمبر 1815 | لاحقا: جواو السادس ملك البرتغال        |